# Chimarra puertoricensis
Chimarra puertoricensis är en nattsländeart som beskrevs av Oliver S. Flint Jr. 1964. Chimarra puertoricensis ingår i släktet Chimarra och familjen stengömmenattsländor. Inga underarter finns listade i Catalogue of Life.